# Dendrobium speciosum
Dendrobium speciosum är en orkidéart som beskrevs av James Edward Smith. Dendrobium speciosum ingår i släktet Dendrobium, och familjen orkidéer.

## Underarter
Arten delas in i följande underarter:
- D. s. blackdownense
- D. s. boreale
- D. s. capricornicum
- D. s. carnarvonense
- D. s. curvicaule
- D. s. grandiflorum
- D. s. hillii
- D. s. pedunculatum
- D. s. speciosum

## Bildgalleri

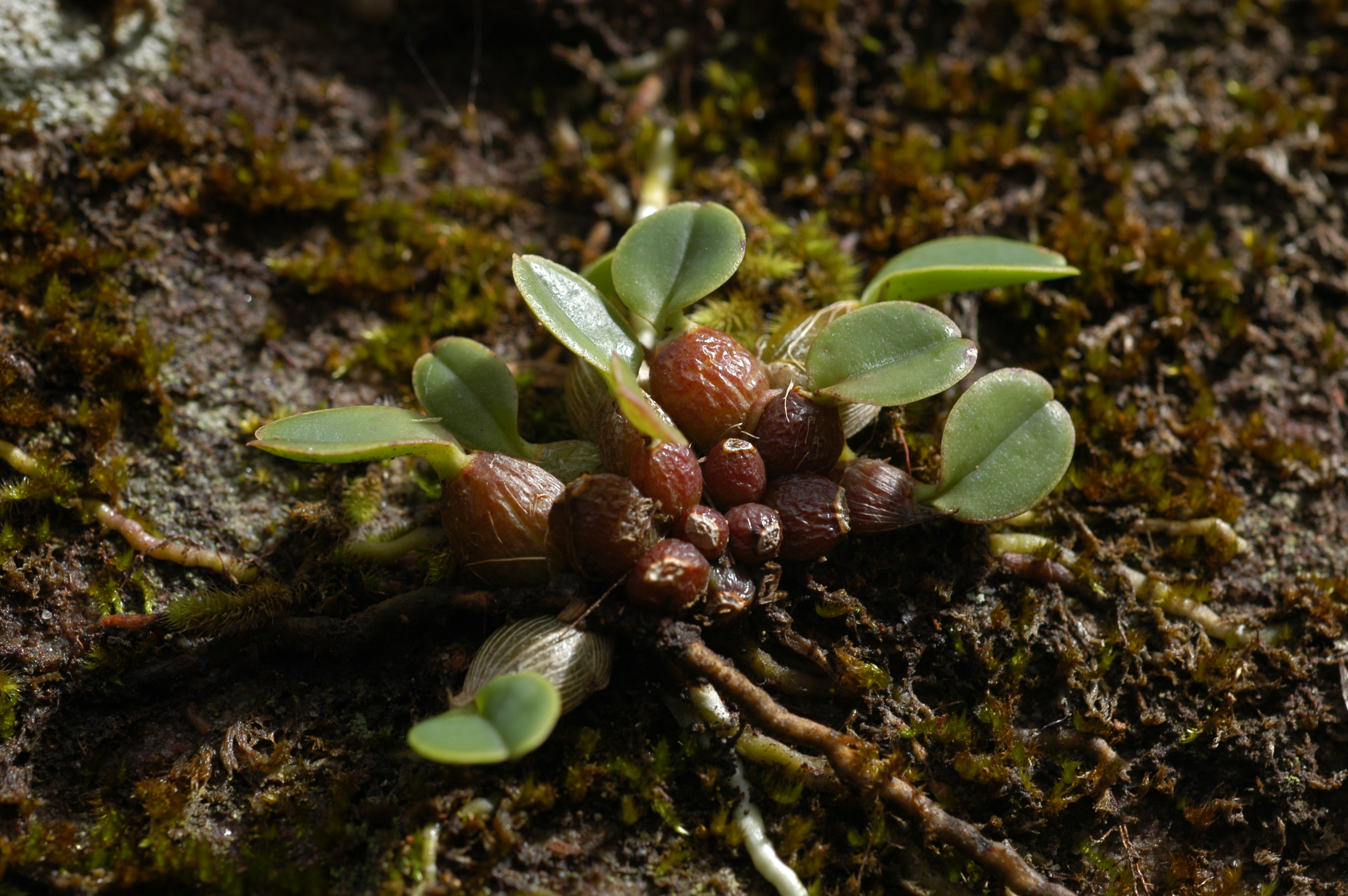
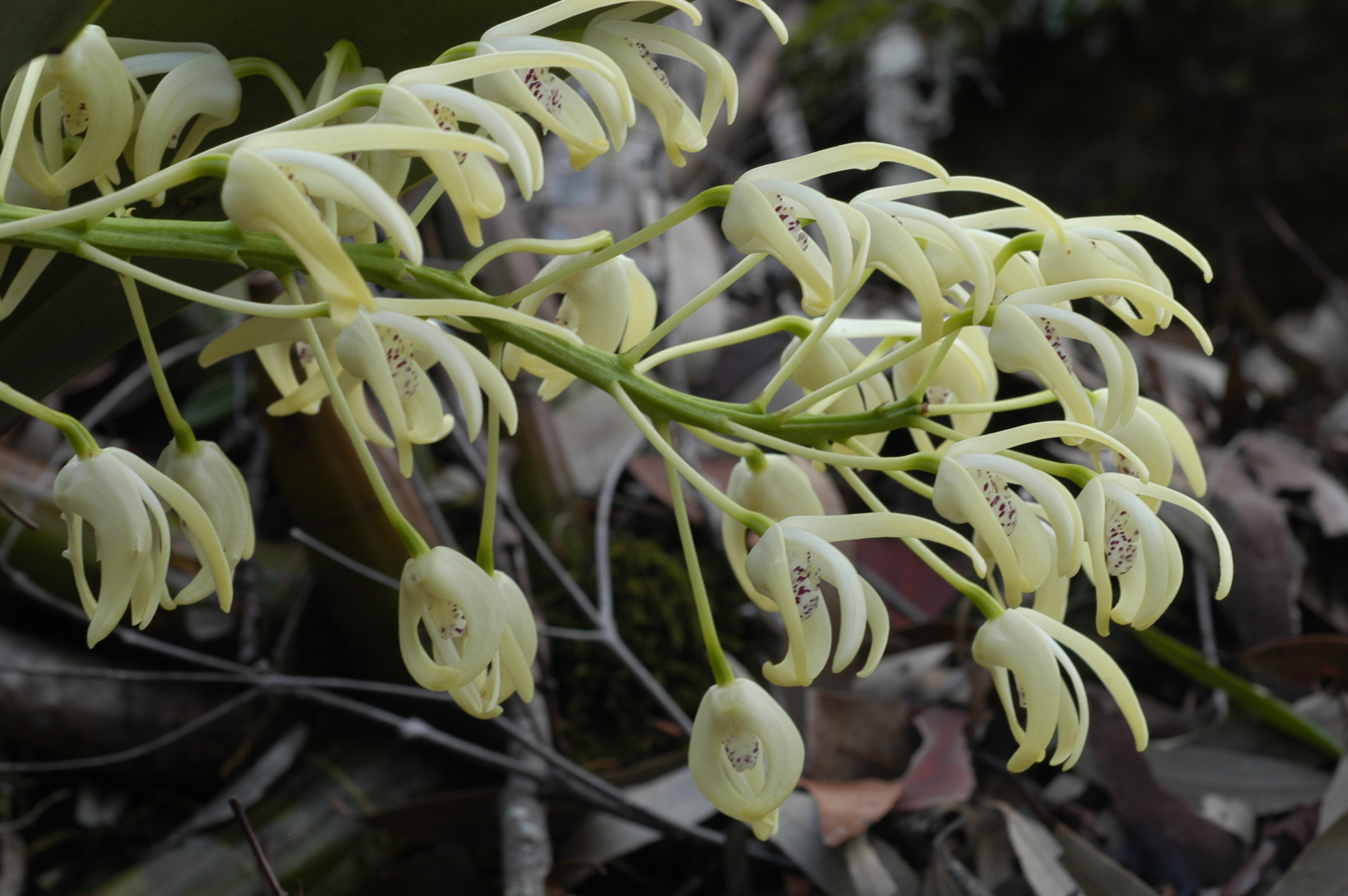
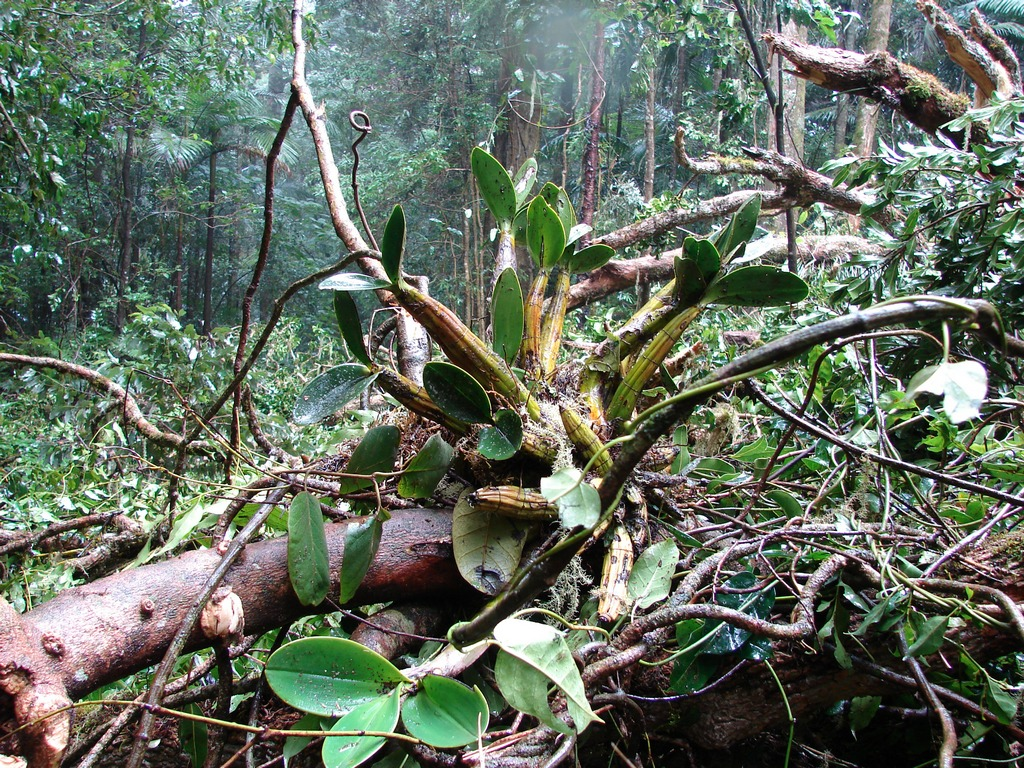
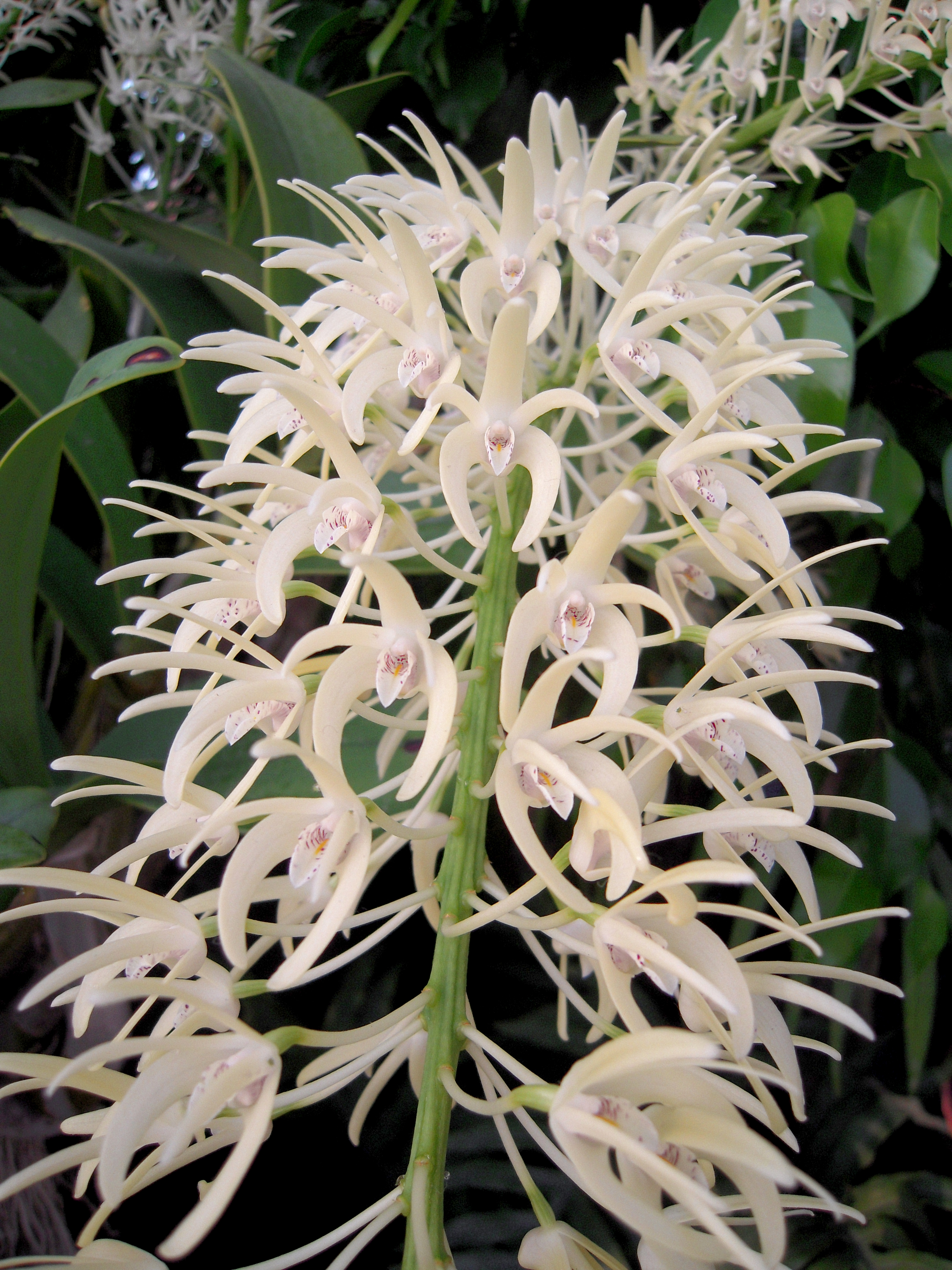
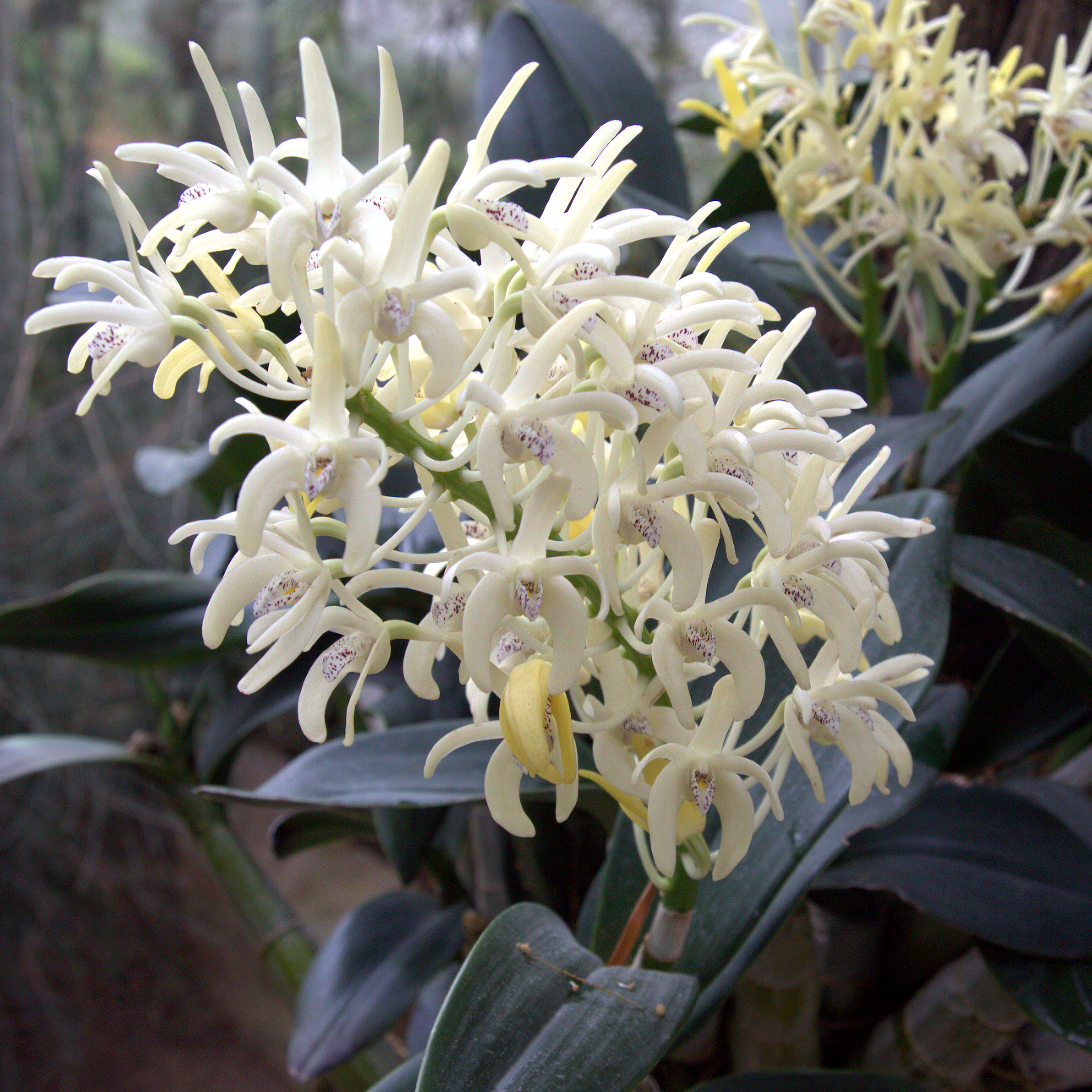
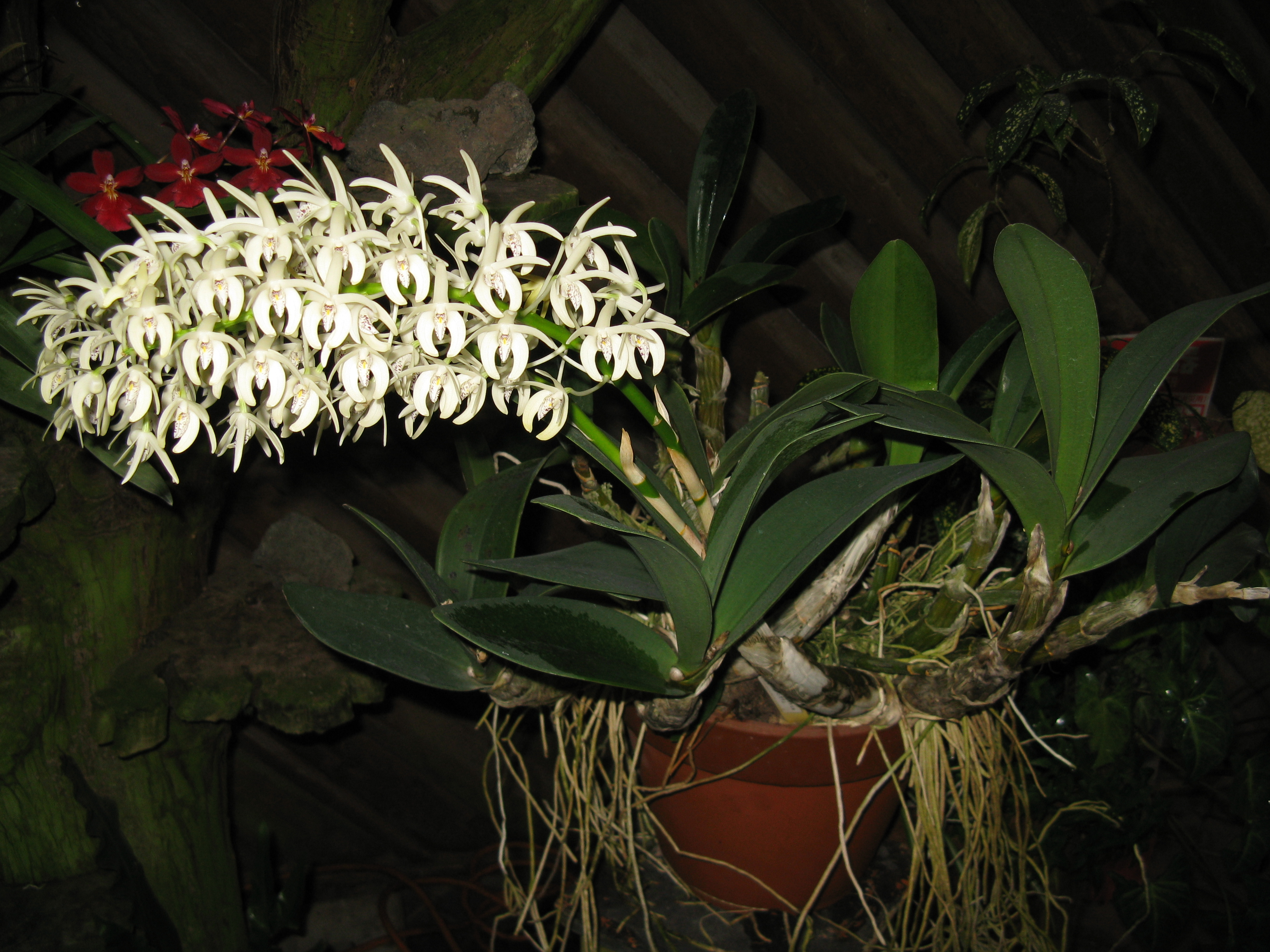